# Epiphile kalbreyeri
Epiphile kalbreyeri är en fjärilsart som beskrevs av Anton Heinrich Fassl 1912. Epiphile kalbreyeri ingår i släktet Epiphile och familjen praktfjärilar. Inga underarter finns listade i Catalogue of Life.